# آندریا لوید-کاری
آندریا لوید-کاری (انگلیسی: Andrea Lloyd-Curry؛ زادهٔ ۲ سپتامبر ۱۹۶۵) بازیکن بسکتبال اهل ایالات متحده آمریکا بود.
وی در مسابقات کشوری و بین‌المللی در مجموع برندهٔ ۳ مدال طلا، ۲ مدال برنز شده‌است.